# シアオシ・ナイ
シアオシ・ナイ（Siaosi Nai、1989年5月17日 - ）は、トンガのラグビー指導者。現在日本航空石川ラグビー部監督を務めている。

## プロフィール
- トンガ出身[1]。
- 現役時代のポジションはFW。

## 来歴
日本航空石川卒業後、天理大学を経て、2013年、日本航空石川の寮監に就任。2020年、監督に昇格。